# Celoporthe
Celoporthe är ett släkte av svampar. Celoporthe ingår i familjen Cryphonectriaceae, ordningen Diaporthales, klassen Sordariomycetes, divisionen sporsäcksvampar och riket svampar.
|            | Endothia                              |
|            |                                       |
|            | Cryphonectria                         |
|            |                                       |
|            | Endothiella                           |
|            |                                       |
|            | Chrysoporthe                          |
|            |                                       |
|            | Amphilogia                            |
|            |                                       |
|            | Aurapex                               |
|            |                                       |
| Celoporthe | \| \| Celoporthe dispersa \| \| \| \| |
|            | \| \| Celoporthe dispersa \| \| \| \| |
|            | Holocryphia                           |
|            |                                       |
|            | Ursicollum                            |
|            |                                       |
|            | Microthia                             |
|            |                                       |
|            | Prosopidicola                         |
|            |                                       |
|            | Chrysoporthella                       |
|            |                                       |
|            | Rostraureum                           |
|            |                                       |
|            | Celoporthe dispersa                   |
|            |                                       |

|  | Celoporthe dispersa |
|  |                     |